# Masud Mostafa Yokar
Masud Mostafa Yokar (Hamadan, Irán, 21 de septiembre de 1977) es un deportista iraní especialista en lucha libre olímpica donde llegó a ser subcampeón olímpico en Atenas 2004.

## Carrera deportiva
En los Juegos Olímpicos de 2004 celebrados en Atenas ganó la medalla de plata en lucha libre olímpica de pesos de hasta 60 kg, tras el luchador cubano Yandro Quintana (oro) y por delante del japonés Kenji Inoue (bronce).